# 索马里兰议会
索马里兰议会（英語：Parliament of Somaliland）是索马里兰的国家立法机关。议会实行两院制，由长老院和众议院组成，两院各有82名议员。